# Upper Tean
Upper Tean är en by i Staffordshire i England. Orten har 2 936 invånare (2001).